# Ukrainische Gegenoffensive in Cherson 2022
Die ukrainische Gegenoffensive in Cherson im Jahr 2022 war ein von August bis November 2022 geführter militärischer Vorstoß der ukrainischen Streitkräfte im Rahmen der Eskalation des Russland-Ukraine-Kriegs 2022. Dabei konnte die ukrainische Seite ab Anfang September einen Durchbruch durch die russische Frontlinie im Norden der Oblast Cherson erzielen, im Oktober folgten weitere Durchbrüche in Richtung der Stadt Cherson. Anfang November zogen sich die russischen Kräfte auf das östliche Ufer des Dnepr zurück; am 11. November wurde Cherson durch ukrainische Truppen befreit.

## Ausgangslage
Russische Truppen von der Krim kommend erreichten schon kurz nach dem russischen Überfall auf die Ukraine den Fluss Dnepr. Nach heftigen Kämpfen um die Antoniwkabrücke Ende Februar 2022, gelang den russischen Kräften weite Gebiete des Oblast Cherson westlich des Flusses, einschließlich der Provinzhauptstadt Cherson, die weitgehend kampflos gefallen war, und Teile der Oblast Mykolajiw zu besetzen. Ein weiterer russischer Vorstoß von Cherson in Richtung Odessa scheiterte jedoch bei Mykolajiw und weiter nördlich bei Wosnessensk, da russische Kräfte an der durch den südlichen Bug gebildeten natürliche Barriere aufgehalten wurden. Ab Ende März gingen die Russen in dem Frontabschnitt Cherson in eine defensive Haltung über. Zu dem Zeitpunkt verlief die Front westlich des Dnepr in etwa entlang der Grenzen des Oblast Cherson; im Nordwesten bildete der Fluss Inhulez eine natürliche Barriere nach Westen.
In der Folge zog die ukrainische Führung zunehmend Reserven im Raum nördlich von Mykolajiw zusammen; bei westlichen Beobachtern wurde ab Sommer 2022 zunehmend vom Bevorstehen einer ukrainischen Offensive spekuliert. In Reaktion darauf verstärkte die russische Führung die Präsenz westlich des Dnepr von ca. 12 auf bis zu 30 Bataillonskampfgruppen; es wurde vermutet, dass die russischen Truppenstärke sich somit auf bis zu 25.000 belief, darunter Eliteeinheiten der russischen Luftlandetruppen.
Ab Juni 2022 erhielten die Ukraine zunehmend moderne Waffensysteme von westlichen Staaten, darunter moderne Artilleriesystem vom Typ HIMARS (US-amerikanische Raketenwerfer), CAESAR (französische Haubitzen auf Lastwagen) und die deutsche Panzerhaubitze 2000. Dies ermöglichte den ukrainischen Kräften eine umfangreiche Bekämpfung russischer Munitionsdepots, Kommandostände, Kommunikationsknoten und anderer logistischer Einrichtungen; insbesondere wurden die wenigen Übergänge über den Dnepr durch Beschuss unwegsam gemacht (erstmaliger Beschuss der Antoniwkabrücke am 19. Juli 2022, sowie des Übergangs an der Staumauer des Kachowkaer Stausee bei Kachowka), was zu erheblichen Versorgungsschwierigkeiten für die westlich des Dnepr gelegenen Truppenteile führte. Die wenige Kilometer flussaufwärts gelegene Eisenbahnbrücke wurde Ende Juli ebenfalls unbrauchbar gemacht. Die von den Russen eingesetzten Pontonbrücken und Fähren wurden fortan regelmäßig beschossen. Schwere Militärtechnik konnten nicht mehr über die schwer beschädigten Brücken des Dnepr auf die Westseite des Flusses transportiert werden.
Seit Juli 2022 lief auch eine Reihe ukrainischer Angriffe zur Gefechtsfeldaufklärung, welche von den Russen jeweils zurückgedrängt worden seien.

## Verlauf der Offensive

### Ukrainische Vorstöße
In den letzten Augusttagen 2022 gingen die ukrainischen Kräfte von drei Achsen (Norden, Mitte und Süden) aus in die Offensive und konnten teilweise die russische Front durchbrechen; dabei konnten die ukrainischen Truppen im mittleren Abschnitt einen Brückenkopf östlich des Inhulez bei Dawydiw Brid ausbauen und gleichzeitig die Russen im nördlichen Abschnitt nach Süden drängen, trafen dabei aber auch auf erheblichen Widerstand, so dass die Offensive zunächst stockte.
Das russische Verteidigungsministerium berichtete, das ukrainische Militär bezahle seine Gegenoffensive mit hohen Verlusten. So seien bis zum 3. September weitere 230 ukrainische Soldaten getötet sowie 23 Panzer und 27 weitere Kampffahrzeuge zerstört worden.
Bereits am 31. August hatte das Ministerium erklärt, dass mit dem Beginn der ukrainischen Gegenoffensive am 29. August innerhalb von zwei Tagen 1700 ukrainische Soldaten getötet worden seien.
Ukrainische Soldaten bestätigten, dass ihre Streitkräfte empfindliche Verluste erlitten hätten; die russischen Truppen gingen in der Oblast Cherson professionell vor: „Wir erkennen das auf unseren Drohnenbildern daran, wie sie sich bewegen.“ Da die Zahl ukrainischer Truppen im Gebiet um die Stadt Cherson unter derjenigen der russischen lag, versuchten ukrainische Soldaten mit Distanzangriffen hinter feindliche Linien, die russischen Besatzer in den Stellungen zu zermürben.
Am 14. September erfolgten gezielte russische Raketenangriffe auf einen Karachaun-Damm bei der nördlich der Front gelegenen Stadt Krywyj Rih; dabei kam es zu einem Dammbruch und in Folge stieg Inhulez an; es wurde vermutet, dass damit die flussabwärts gelegenen Pontonbrücken der ukrainischen Streitkräfte bei Dawydiw Brid beeinträchtigt werden sollte, die dort erfolgreich einen Brückenkopf ausgeweitet hatten.
In den folgenden drei Wochen war der Fortschritt der Ukraine bei Cherson gering, während sich die überraschende ukrainische Gegenoffensive in der Ostukraine bei Izium, Kupiansk und Lyman erfolgreich entfaltete.
Am 2. Oktober jedoch durchbrachen ukrainische Truppen entlang der westlichen Flussseite des Dnepr russische Verteidigungslinien und verbuchten in der Folge bedeutende Geländegewinne mit der Einnahme der Dörfer Chreschtscheniwka und Solota Balka am rechten Ufer des Dnepr. Laut Angaben der ukrainischen Regierung wurden auch die im Umkreis von 42 Kilometern gelegenen Dörfer Archanhelske und Myroljubiwka zurückerobert; russische Kräfte waren dadurch akut von einer Einkesselung bedroht.
Ukrainische Kräfte setzten ihre Territorialgewinne mit ihren Offensiven im Osten und Süden in den folgenden Tagen fort. Russische Truppen fielen derweil großräumig südlich auf eine Linie zwischen dem seit Monaten umkämpften Dawydiw Brid am Inhulez und Dudtschany am Dnepr zurück. Die Ukraine meldete am 4. Oktober acht Siedlungen entlang der gesamten Front im Nordosten der Oblast Cherson als zurückerobert, was bestätigte, dass die von der Einkesselung bedrohte russische Verteidigung in diesem Gebiet zusammengebrochen war. Über den Tag erhöhte sich die Gesamtzahl der von der ukrainischen Armee wieder eingenommene Ortschaften auf etwa 18. Auch die russischen Generalstabskarten beim täglichen Pressebriefing des russischen Verteidigungsministeriums räumten nun im Vergleich zum Vortag bedeutende Gebietsverluste westlich des unteren Dnipro (Dnepr) ein.
Am 8. Oktober wurden durch eine oder mehrere Explosionen die Krim-Brücke über die Meerenge von Kersch schwer beschädigt; auf der oberhalb neben der Autobahn verlaufenden Eisenbahnbrücke geriet ein aus Kesselwagen bestehender Güterzug in Brand.
Durch die Schäden war die Brücke nur noch sehr eingeschränkt nutzbar und die Hauptverbindungslinie von Russland in die Oblast Cherson stark beeinträchtigt, was die Logistik der russischen Truppen weiter unter Druck setzte.
Bis zum 12. Oktober konnte die Ukraine weitere fünf Siedlungen in der Oblast Cherson befreien, die allerdings alle schon einmal vom 4. bis zum 6. Oktober von der ukrainischen Armee eingenommen worden waren.
Danach wurden sie offenbar von der russischen Armee zurückerobert, was für heftige Kämpfe an der Frontlinie im Nordwesten der Oblast spricht. Bis zum 14. Oktober wurden bis zu 75 Orte in der Region Cherson zurückerobert. Allerdings behauptete Russland am 16. Oktober erneut, aus Cherson und Mykolajiw kommende Gegenoffensiven abgewehrt zu haben.

### Russische Evakuierungen und Rückzug hinter den Dnepr
Trotz russischer Widerstände an der Front schätzten die russischen Militär- und Besatzungsbehörden ihre Möglichkeiten, das Gebiet westlich des Dnepr (rechts des Dnepr) mit Cherson auf Dauer halten zu können, aufgrund der isolierten Lage westlich des Dnepr als sehr gering ein und gingen ab Mitte Oktober zur Evakuierung der Bevölkerung, insbesondere der russischen Besatzungsverwaltung und deren Zivilangestellten, nach Russland über.
Es mehrten sich die Zeichen eines bevorstehenden Rückzugs russischer Kräfte aus dem Gebiet. Bereits am vierten November wurde im Falle eines Angriffs eine Ausgangssperre über die Stadt verhängt, nachdem Kolonnen ukrainischer Fahrzeuge nahe dem Frontverlauf gesichtet wurden. Im Gebiet um die Stadt Cherson wurden Anfang November 2022 fortgesetzte massive und organisierte Plünderungen durch russisches Militär beobachtet. Es seien sowohl Konvois mit gestohlenen Autos, Haushaltsgeräten und Baumaterialien beobachtet als auch die Demontage von Mobilfunkmasten und -anlagen wahrgenommen worden. Als am 6. November die Stromversorgung ausfiel, gaben die Russen einem ukrainischen Angriff auf eine Straße in der Nähe der Stromleitungen die Schuld – andere Quellen wiederum berichteten, dass Russen in Beryslaw Strommasten niedergerissen hätten.
Am 9. November 2022 wurde in einer öffentlichen Inszenierung für das russische Fernsehen der bevorstehende Rückzug aller westlich des Dnipro befindlichen russischen Einheiten durch den russischen Verteidigungsminister Sergei Schoigu angeordnet. Vor der Verkündung des Rückzugsbefehls war vermeldet worden, dass sich ukrainische Truppen westlich des Dnipro, bei der Stadt Snihuriwka, 50 Kilometer nördlich von Cherson, an einer Eisenbahnstrecke festsetzen konnten.
Rund 40 kleinere Orte wie Kyseliwka, Tschornobajiwka, Schmidtowe, Suwore oder Ternowi Pody nördlich von Cherson und am Fluss Inhulez wie beispielsweise Kalyniwske, Baratiwka, Pawliwka oder Afanasiwka wurden von der ukrainischen Armee in den ersten beiden Novemberwochen zurückerobert.
Russische Besatzungstruppen zerstörten bei ihrem Rückzug am oder vor dem 10. November 2022 wichtige Teile der Infrastruktur der Stadt Cherson: Ein Kraftwerk, Heizkraftwerke, eine lokale Rundfunkanstalt und Funkmasten wurden gesprengt.
Auch die Antoniwkabrücke über den Dnepr wurde durch die russischen Truppen beim Abzug gesprengt.
Erste ukrainische Einheiten konnten am 10. November nach dem angekündigten Abzug in den Verkehrsknotenpunkt Snihuriwka einrücken.
Russische Truppen hatten das rechte Dnepr-Ufer bis zum Morgen des 11. November weitgehend geräumt; die Bewohner von Cherson und anderer befreiten Ortschaften feierten überschwänglich die eintreffenden ukrainische Truppen.
Russische Medien stellten den Rückzug als Erfolg dar, alle Soldaten und alle Ausrüstung, »selbst reparaturbedürftige«, sei erfolgreich ans linke Ufer gebracht worden.
Ab dem 14. November berichteten sowohl russische wie westliche Quellen von möglichen amphibischen Operationen ukrainischer Kräfte auf dem linken, östlichen Ufer des Dnepr, auf der im Mündungsgebiet vorgelagerten, strategisch gelegenen Kinburn-Halbinsel, die den Zugang für die Schifffahrt von den Häfen von Mykolajiw und Cherson zum Schwarzen Meer kontrolliert.